# Main basse sur Pepys Road
Pour les articles homonymes, voir Pepys (homonymie).
Main basse sur Pepys Road (Capital) est une mini-série britannique en trois parties de 59 minutes adaptée du roman de John Lanchester Chers Voisins, et diffusée du 24 novembre au 8 décembre 2015 sur BBC One.
En France, elle a été diffusée à partir du 20 avril 2017 sur Arte. Elle reste inédite dans les autres pays francophones.

## Distribution
- Toby Jones (VF : Loïc Houdré) : Roger Yount, banquier d'affaires[2]
- Rachael Stirling (VF : Emmanuelle Rivière) : Arabella Yount, son épouse
- Danny Ashok (VF : Nessym Guétat) : Shahid
- Shabana Azmi (VF : Anne Canovas) : Mrs Kamal
- Radosław Kaim (pl) (VF : Yuriy Zavalnyouk) : Bogdan
- Adeel Akhtar : Ahmed Kamal, propriétaire d'un magasin
- Zrinka Cvitešić (VF : Pauline Panassenko) : une nourrice
- Gemma Jones (VF : Yvette Petit) : Petunia Howe, la doyenne du quartier
- Lesley Sharp (VF : Marie-Armelle Deguy) : Mary, la fille de la précédente
- Wunmi Mosaku : l'agent de contrôle du stationnement
- Robert Emms : l'artiste
- Bryan Dick (en) (VF : Noam Morgensztern) : Mill, l'enquêteur de la police

 Source et légende : version française (VF) sur RS Doublage et selon le carton de doublage d'Arte.

## Personnages
- Petunia Howe : une veuve âgée qui a vécu l'essentiel de sa vie à Pepys Road. Son époux Albert est mort avant le début de l'histoire.
  - Mary : sa fille qui habite dans l'Essex
  - Alan - l'époux de Mary
  - Smitty : le fils de Mary et petit-fils de Petunia, un artiste renommé mais anonyme ressemblant à Banksy
- Roger Yount : un banquier d'affaires
  - Arabella : son épouse, une acheteuse impulsive
  - Mark : un collègue ambitieux de Roger
- Ahmed et Rohinka Kamal : des immigrants pakistanais habitant à Pepys Road au-dessus de la boutique familiale, une épicerie de quartier
  - Shahid et Usman : les frères d'Ahmed, qui l'aident parfois à tenir le magasin
  - Madame Kamal : la mère d'Ahmed, Shahid et Usman, qui leur rend visite en provenance de Lahore
- Quentina Mkfesi : une demandeuse d'asile du Zimbabwe, qui travaille en tant que contractuelle à Pepys Road.
- Zbigniew (Bogdan) : un travailleur migrant d'origine polonaise, ouvrier dans le bâtiment.

## Réception
Les critiques de la presse en France à l'occasion de la diffusion sur Arte ont été globalement élogieuses. La Croix décrit ainsi un « portrait enlevé d’une communauté disparate d’une rue de banlieue sud de Londres ». Téléobs relève un « attachant portrait de groupe » porté par des « acteurs talentueux ».
Le Figaro cite le travail d'adaptation du scénariste de la série, Peter Bowker : « Je voulais parvenir à capter l’humour et l’humanité du livre et, à travers ce filtre, explorer des enjeux économiques et politiques plus larges. L’auteur du roman, John Lanchester, écrit à la manière d’un économiste. Plus je découvrais le livre, plus je m’apercevais des similitudes avec Charles Dickens, dans sa façon de capturer l’instant et de montrer de quelle façon les grandes décisions affectent le quotidien. Partir des gens d’en bas, les premiers à en subir les effets, accentue la dimension dramatique. »